# حبیب پور سیفی
حبیب پور سیفی(۱۳۲۳ رشت–۱۴۰۲ رشت) با نام کامل حبیب‌الله یوسف پورسیفی از بازیگران پیشکسوت تئاتر و سینمای ایران بود.

## زندگی‌نامه
حبیب پور سیفی متولد ۱۳۲۳ در رشت است. او دوره ابتدائی و دبیرستان را در رشت گذراند و سپس برای ادامه تحصیل به تهران عزیمت کرد و در انستیتوی مربیان هنری با گرایش بازیگری و کارگردانی موفق به دریافت مدرک فوق دیپلم شد.
پورسیفی در سال ۱۳۳۸ همراه احمد بدرطالعی وارد رادیو گیلان شد و سپس به عضویت هنری خورشید گیلان درآمده و در این گروه نمایش‌هایی مانند: قضاوت دنیا، عروس و داماد قرن اتم، عمو رجب بچه شده، تابلو موزیکال رؤیای مادر، دردسر تلفن، پیرمرد و دریا و تعدادی نمایش کوتاه را اجرا کرد.
حبیب‌الله پورسیفی از سال ۱۳۴۶در استخدام آموزش و پرورش استخدام شده و سپس به تهران منتقل شد. همزمان با تحصیل در انستیتوی مربیان هنری در تئاتر به ایفای نقشهای اصلی در نمایش‌های «نقشی روی چوب» نوشته اینگمار برگمن، ”خرمن‌های سوخته”نوشته رضا احمدی، ”گلدونه خانوم”نوشته اسماعیل خلج پرداخت.
پس از پیروزی انقلاب ۵۷ به رشت منتقل و مشغول به کار شد. او در صدا و سیمای گیلان مشغول له کار شده و در تئاتر نمایش‌های ”میکروب هاً و «دست بالای دست» را با نام «ویتامارا همراه احمد بدرطالعی و هنرمندان گروه آتوسا به صحنه برد. آخرین کار جدی پورسیفی اجرای نمایش» آهسته با گل سرخ”نوشته اکبر رادی بود که توسط فرزندش حسن پورسیفی کارگردانی شد.
حبیب پورسیفی جدای از بازیگری در تئاتر، بازی در سینما و تلویزیون را نیز در کارنامه خود دارد. وی در کنار بازیگری، سالها به عنوان رئیس انجمن نمایش فعالیت مستمری داشت. وی دارای گواهینامه درجه ۱ هنری از وزارت ارشاد بود.

## درگذشت
حبیب‌الله پورسیفی به دنبال یک بیماری و به فاصله کوتاهی از درگذشت همسرش در روز سی و یکم مرداد ۱۴۰۲ درگذشت.

## کتابها
کتاب روزگار حبیب - خاطرات حبیب‌الله پورسیفی

## فعالیت‌های سینمایی

### فیلم سینمایی ای ایران[۷]
سریال میزرا کوچک خان
فیلم داستانی یاور(۱۳۷۲)
شوق خفاشان(۱۳۷۳)
فیلم سینمایی خدا می‌آید(۱۳۷۴)
داستانی روایت عاشورا(۱۳۸۰)
سریال آواز مه(۱۳۸۱)، سریال فردا روشن است(۱۳۸۸)
سریال عاقل محله(۱۳۸۸)، فیلم داستانی نقش فرش(۱۳۹۱)
فیلم داستانی این باران با آن باران فرق دارد (۱۳۹۲)
فیلم داستانی وارث(۱۳۹۲)
سریال نقطه صفر(۱۳۹۳)
فیلم داستانی درخت چشمه(۱۳۹۳)
فیلم سینمایی در دنیای تو ساعت چند است(۱۳۹۳)
فیلم سینمایی احتمال باران اسیدی(۱۳۹۳)
نماز باران
راز سنگ کبود